# Cray-1

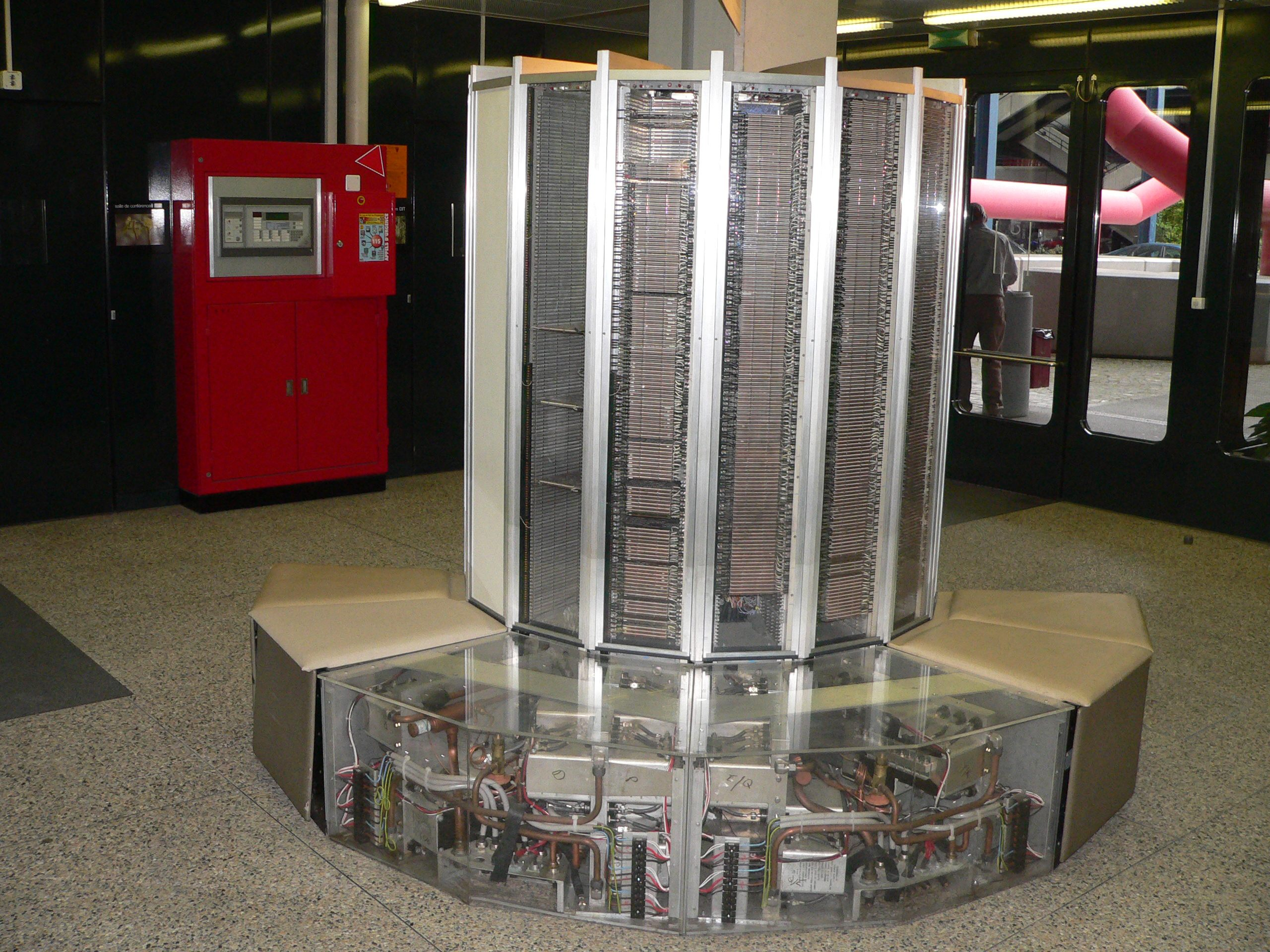
Cray-1 в Федеральной политехнической школе Лозанны

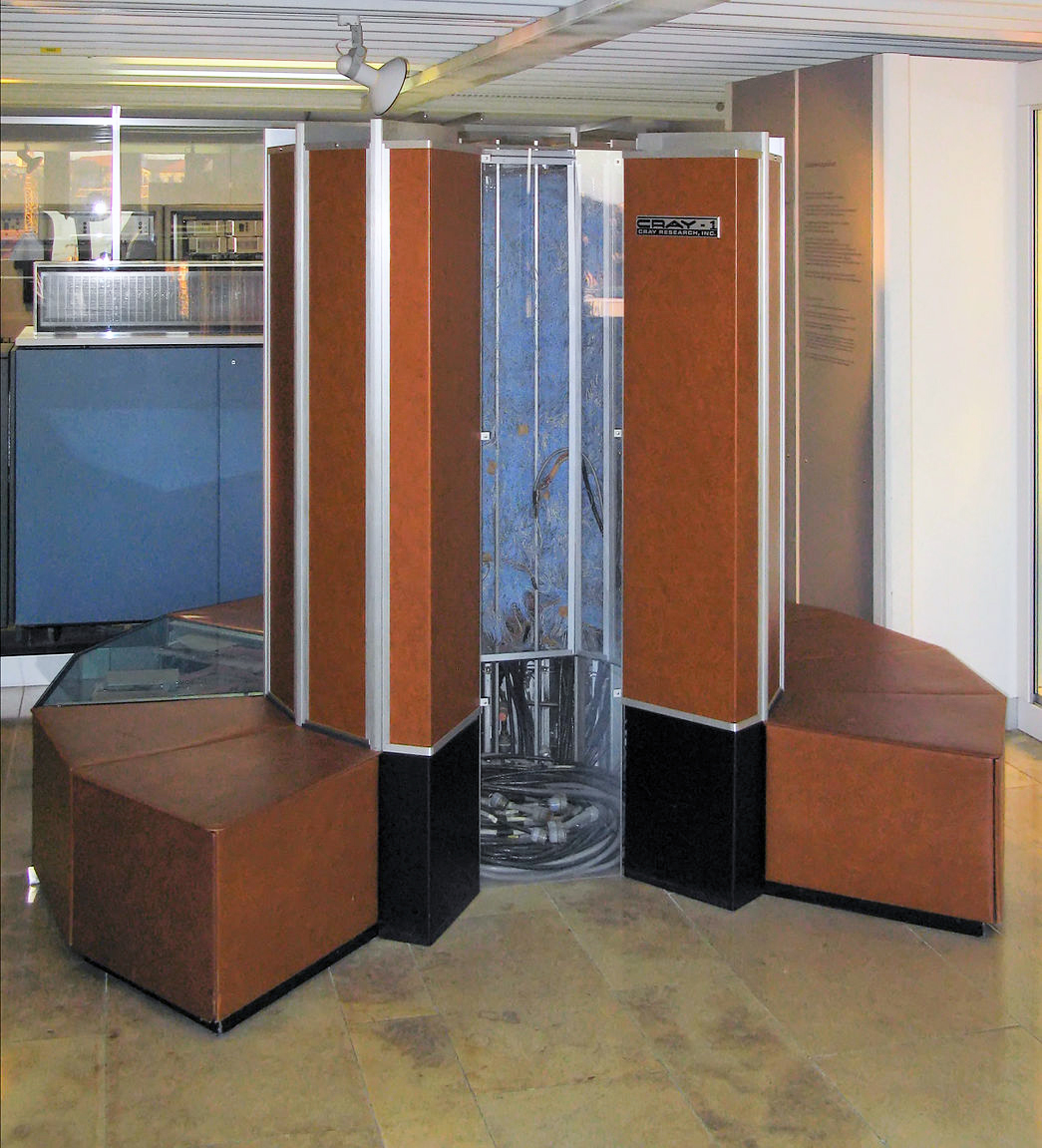
Cray-1 в Немецком музее в Мюнхене

Cray-1 — суперкомпьютер, спроектированный Сеймуром Крэем и созданный компанией Cray Research Inc. в 1976 году. Пиковая производительность машины — 133 Мфлопса.
Cray-1 — это первый суперкомпьютер компании Cray Research, основанной «отцом суперкомпьютеров» Сеймуром Крэем после его ухода из компании CDC.

## История создания
Приступая в 1972 году к новому компьютеру, Крэй учел ошибки своего предыдущего неудачного проекта CDC 8600, а также плюсы и минусы конкурирующего проекта CDC STAR-100.
Во-первых, он отказался от транзисторов в пользу интегральных микросхем (ИС), которые давали такую плотность упаковки логических элементов при высокой надежности, которую невозможно было достичь с помощью транзисторов. Это позволило без потери производительности повысить время на такт до 12,5 нс (80 МГц), вместо амбициозных 8 нс (125 МГц) в CDC 8600. Во-вторых, он отказался от многопроцессорной системы в пользу векторного процессора, как у проекта-конкурента CDC STAR-100.
Далее Крэй учел недостатки STAR-100. Компьютеру во время исполнения программы требуется выполнять как векторные, так и скалярные вычисления. STAR-100 показывал высокую скорость на векторных вычислениях, но был медленным в скалярных. Из-за этого мощь STAR-100 проявлялась только на специальных задачах, где требовалась обработка больших массивов данных. Для Cray-1 Сеймур Крэй построил процессор, который быстро выполнял и скалярные и векторные вычисления. Этого удалось добиться через создание так называемых «векторных регистров» — модулей памяти небольшого объёма, которые располагались близко к процессору и работали очень быстро (но стоили очень дорого). Таким образом центральный процессор брал данные из регистров и записывал данные тоже в регистры, реализуя новый принцип работы с памятью «регистр-регистр», в то время как CDC STAR-100 использовал прежний способ работы с памятью — «load-store», то есть чтение и запись в память (которая была медленной) напрямую. В CDC STAR-100 основная память была на ферромагнитных сердечниках, а в Cray-1 для памяти использовались полупроводники. Кроме того CDC STAR-100 строился совместимым с предыдущими моделями компании CDC 6600 и CDC 7600, а Cray-1 начинался с чистого листа, и совместимости с предыдущими моделями не требовалось, что значительно облегчало задачу Крэю. В 1974 году первые тесты машины показали производительность 80 MFLOPS.

## Архитектура Cray-1
Оперативная память от 1 до 4 мегаслов, большой набор процессорных регистров, состоящих из группы векторных регистров по 64 элемента, блок скалярных регистров, блок адресных регистров. Каждая группа регистров связана со своим конвейерным процессором.
Данная система могла выполнять скалярные операции над векторными данными, над адресами, числами с плавающей запятой (порядок — 15, мантисса — 49). Быстродействие — 180 млн операций в секунду с плавающей запятой. В данной ВС используются команды длиной 16 или 32 разряда. В коротких командах 7 разрядов выделяется под код операции, 3 адресных поля по 3 разряда определяли номер регистра для хранения операндов. В длинных — 22 разряда для того, чтобы можно было найти операнд в общем поле ОП. Один из регистров определяет длину вектора, второй — регистр маски.
Центральный процессор Cray-1 состоял из 500 печатных плат, на каждой из которых с обеих сторон располагалось по 144 микросхемы. Всего получалось 144 000 микросхем, которые охлаждались фреоном. Для лучшего охлаждения и циркуляции фреона в охладительной системе центральный процессор был выполнен в стиле «башни» с 12 колоннами, составленными в форме дуги длиной 270 градусов (в виде буквы «C» — от «Cray», если смотреть сверху), а охладительная система была расположена в основании этой башни. Так был создан характерный, оригинальный и узнаваемый вид компьютера, напоминающий диван.
Машина предлагалась в трех модификациях: A, B и C, которые отличались друг от друга только размерами памяти: 1 миллион слов, 500 тысяч слов и 250 тысяч слов соответственно. Из этих модификаций реально продавались только Cray-1A и Cray-1B. На Cray-1C так и не нашлось покупателя, и, соответственно, не было построено ни одного экземпляра этой модификации.

## Успех на рынке
В 1975 году компания представила компьютер Cray-1 публике. Восторг от машины был таким, что между Лос-Аламосской и Ливерморской лабораториями — главными потребителями сверхскоростных вычислительных машин в то время — развернулась настоящая подковёрная война. Каждая из лабораторий через своё лобби в Министерстве энергетики США набивала цену на машину и всячески мешала своему конкуренту приобрести первый экземпляр. В конце концов Лос-Аламосская национальная лаборатория выиграла и получила экземпляр с серийным номером 001 в марте 1976 года на 6 месяцев на пробу. Программисты лаборатории дали восторженные отзывы о машине, и на основании этих отзывов первым официальным заказчиком Cray-1 в 1977 году стал Национальный Центр Атмосферных исследований США, заплативший за машину с серийным номером 003 8,86 миллиона долларов (7955000 долларов за машину плюс 1 миллион за диски). Машина поступила в центр 11 июля 1977 года и вступила в строй в декабре 1977 года, сменив стареющий и перегруженный работой CDC 7600, и проработала в Центре до 1989 года. Клиенты могли арендовать Cray-1 за сумму 210 500 долларов в месяц, 1 час работы на Cray-1 стоил 7500 долларов.
При покупке компьютера Национальный Центр Атмосферных исследований потребовал, чтобы в машину был добавлен модуль коррекции ошибок. После долгих споров Крэй согласился это сделать. Из-за этого все машины Cray-1, кроме серийного номера 001, выше на 4 дюйма и содержат на 8 модулей больше в каждой стойке. Серийный номер 001 после работы в Лос-Аламосе использовался Cray Research по всему миру как временный компьютер, на котором мог тренироваться заказчик, дожидаясь поставки своего экземпляра. Серийный номер 001 закончил свою карьеру в Великобритании в мае 1989 года.
Одним из значимых достижений с использованием CRAY-1 было создание первых полноценный моделей общей циркуляции атмосферы (GCM), которые позволяли анализировать глобальное климатическое поведение. Эти модели стали основой для более сложных и точных климатических симуляций в будущем. CRAY-1 значительно ускорил процесс обработки климатических данных, что позволило реализовать более точные предсказания и углубить понимание климатических изменений. С помощью этого суперкомпьютера ученые смогли начать переосмысливать и уточнять научные теории о климате и его изменениях на Земле.
Экземпляр машины с серийным номером 002 остался в Cray Research, когда были обнаружены проблемы с памятью в машине, проданной в Лос-Аламос. Ливерморская национальная лаборатория приобрела 4 машины Cray-1 в 1978 году.
Конкурентами Cray-1 на рынке суперкомпьютеров выступали машины компании CDC START-100 и Cyber 76, TI ASC компании Texas Instruments, ILLIAC IV компании Burroughs, IBM 370/195, STARAN компании Goodyear Aerospace и Hypercube компании IMS Associates. Руководители Cray Research на основании предыдущего опыта предполагали, что им удастся продать не больше дюжины машин Cray-1. Всего с 1975 по 1984 год была продана 61 машина Cray-1, что принесло с собой большой финансовый успех и поражение конкурентов: после выхода на рынок Cray-1 компания Texas Instruments прекратила продажи своей машины TI ASC и больше никогда не занималась суперкомпьютерами, компании CDC удалось продать только 4 машины CDC STAR-100, а IBM потеряла интерес к рынку суперкомпьютеров.

## Дальнейшее развитие
- 1979 год — Cray-1S: обновленная система ввода-вывода, которая была главным «узким местом» в Cray-1; увеличен диапазон памяти: от 1 до 4 миллионов слов
- 1982 год — Cray-1M: в системе использованы современные, менее дорогие компоненты, что позволило при той же производительности, что и Cray-1S, снизить стоимость машины с 8-13,3 миллиона долларов до 4-7 миллионов долларов

В 1985 году Крэй представил модель следующего поколения Cray-2. Пока Сеймур Крэй 5 лет работал над Cray-2, в 1982 году параллельной командой инженеров под руководством Стива Чена на основе Cray-1 был создан многопроцессорный компьютер Cray X-MP. 

## Программное обеспечение
В 1978 году для Cray-1 был выпущен первый стандартный пакет программного обеспечения, состоящий из трех главных продуктов:
- Операционная система (Cray Operating System, COS) (поздние машины работали под UNICOS)
- Cray язык ассемблера (Cray Assembly Language, CAL)[7]
- Cray FORTRAN (CFT)[8], первый компилятор FORTRAN с автоматической векторизацией

## Операторы
| Компьютеры Cray-1 в казённых исследовательских учреждениях США | Компьютеры Cray-1 в казённых исследовательских учреждениях США | Компьютеры Cray-1 в казённых исследовательских учреждениях США |
| Оператор                                                       | Кол-во                                                         | Назначение                                                     |
| -------------------------------------------------------------- | -------------------------------------------------------------- | -------------------------------------------------------------- |
| Лос-Аламосская национальная лаборатория                        | 5                                                              | разработка ядерного оружия                                     |
| Ливерморская национальная лаборатория                          | 4                                                              | разработка ядерного оружия                                     |
| Сандийские национальные лаборатории                            | 2                                                              | разработка ядерного оружия                                     |
| Лаборатория авиационного вооружения                            | 1                                                              | военные исследования                                           |
| Национальный центр атмосферных исследований                    | 1                                                              | атмосферные исследования                                       |
| Агентство национальной безопасности                            | 2                                                              | обработка разведданных, криптографический анализ               |
| Исследовательский центр НАСА им. Эймса                         | 1                                                              | аэродинамические исследования                                  |
| Исследовательский центр НАСА им. Льюиса                        | 1                                                              | гидрогазодинамика                                              |
| Миннесотский университет                                       | 1                                                              | фундаментальные исследования                                   |

## Пользователи
Для формирования представления о целях, для которых использовались компьютеры, ниже приводится перечень пользователей:
- Структуры центрального подчинения МО США
- Агентство ядерного оружия, Вашингтон, округ Колумбия;
Казённые исследовательские учреждения ВВС США
- Стратегическое командование ВВС США, Оффатт, Небраска;
- Управление тактической авиации, Патрик, Флорида;
- Управление военно-транспортной авиации, Скотт, Иллинойс;
- Управление воздушно-космической обороны, Ноб-Хилл, Колорадо;
- Директорат аэрокосмических исследований, секция разбора полётов, Киртланд, Нью-Мексико;
- Директорат межконтинентальных баллистических ракет LGM-118, Нортон, Калифорния;
- Научно-исследовательский центр авиации, Ром, Нью-Йорк;
- Отдел научных исследований управления материального снабжения, Райт-Паттерсон, Огайо;
- Отдел космической техники космического управления, Лос-Анджелес, Калифорния;
- Отдел баллистических ракет управления разработки систем и вооружения, Эндрюс, Мэриленд;
- Лаборатория аэродинамических исследований, Райт-Паттерсон, Огайо;
- Инженерный центр им. Арнольда, Арнольд, Теннесси;
- Испытательный центр авиационного вооружения и военной техники, Альбукерке, Нью-Мексико;
- 6585-я группа испытаний ракетной техники и вооружения, Холломан, Нью-Мексико;
- Штаб авиации национальной гвардии штата Нью-Мексико, Альбукерке, Нью-Мексико;
Казённые исследовательские учреждения ВМС США
- Центральная военно-морская лаборатория, Анакостия, округ Колумбия;
- Центр оценки вооружения и военной техники флота, Киртланд, Нью-Мексико;
- Курсы усовершенствования офицерского состава флота, Монтерей, Калифорния;
Казённые исследовательские учреждения Армии США
- Управление ракетных войск, Редстоун, Алабама;
- Ракетный испытательный полигон, Уайт-Сэндс, Нью-Мексико;
- Береговой инженерный исследовательский центр инженерных войск, Форт-Белвор, Виргиния;
- Опытная станция внутренних водных путей сообщения инженерных войск, Виксберг, Миссисипи;
- Лаборатория взрывчатых материалов им. Гарри Даймонда, Адельфи, Мэриленд;
Учреждения в структуре МВД США
- Бюро по делам индейцев, Вашингтон, округ Колумбия;
- Геологическая служба,
  - Станция океанской геологии, Менло-Парк, Калифорния;
  - Сейсмологическая станция, Альбукерке, Нью-Мексико;
- Служба национальных парков, Санта-Фе, Нью-Мексико;
Учреждения Комиссии по атомной энергии США
- Радиационная лаборатория им. Лоуренса, Ливермор, Калифорния;
Учреждения Министерства торговли США
- Национальный ураганный центр управления океанических и атмосферных исследований, Майами, Флорида;
Учреждения региональных органов исполнительной власти
- Агентство по улучшению качества окружающей среды штата Нью-Мексико, Санта-Фе, Нью-Мексико;
Академические научно-исследовательские учреждения
- Университет Нью-Мексико, факультет физики и астрономии, Альбукерке, Нью-Мексико;
Частные исследовательские учреждения коммерческих структур
- Calspan Corp., Cornell Aeronautical Laboratory, Буффало, Нью-Йорк;
- Computer Sciences Corp.,
  - Edwards Flight Test Center, Эдвардс, Калифорния;
  - Utah Test and Training Range, Хилл, Юта;
- Mission Research & Development Corp., Альбукерке, Нью-Мексико;
- Pan American World Airways, Inc., Guided Missile Range Division, Патрик, Флорида;
- Sverdrup Technology, Inc., Lewis Research Center, Кливленд, Огайо;
- United Technologies Research Center, Ист-Харфорд, Коннектикут.

## Музеи
- Национальный музей авиации и космонавтики[11]
- Музей компьютерной истории в Маунтин-Вью, штат Калифорния, США[12]
- Шведский национальный музей науки и техники, Стокгольм, Швеция,[13][14][15]
- Музей науки, Лондон, Великобритания[16]
- Компьютерный музей DigiBarn в Boulder Creek, штат Калифорния, США[17]
- Научный музей Брэдбери в Лос-Аламосе, штат Нью-Мексико, США
- Немецкий музей в Мюнхене
- Федеральная политехническая школа Лозанны в Лозанне, Швейцария

## Фотографии Cray-1

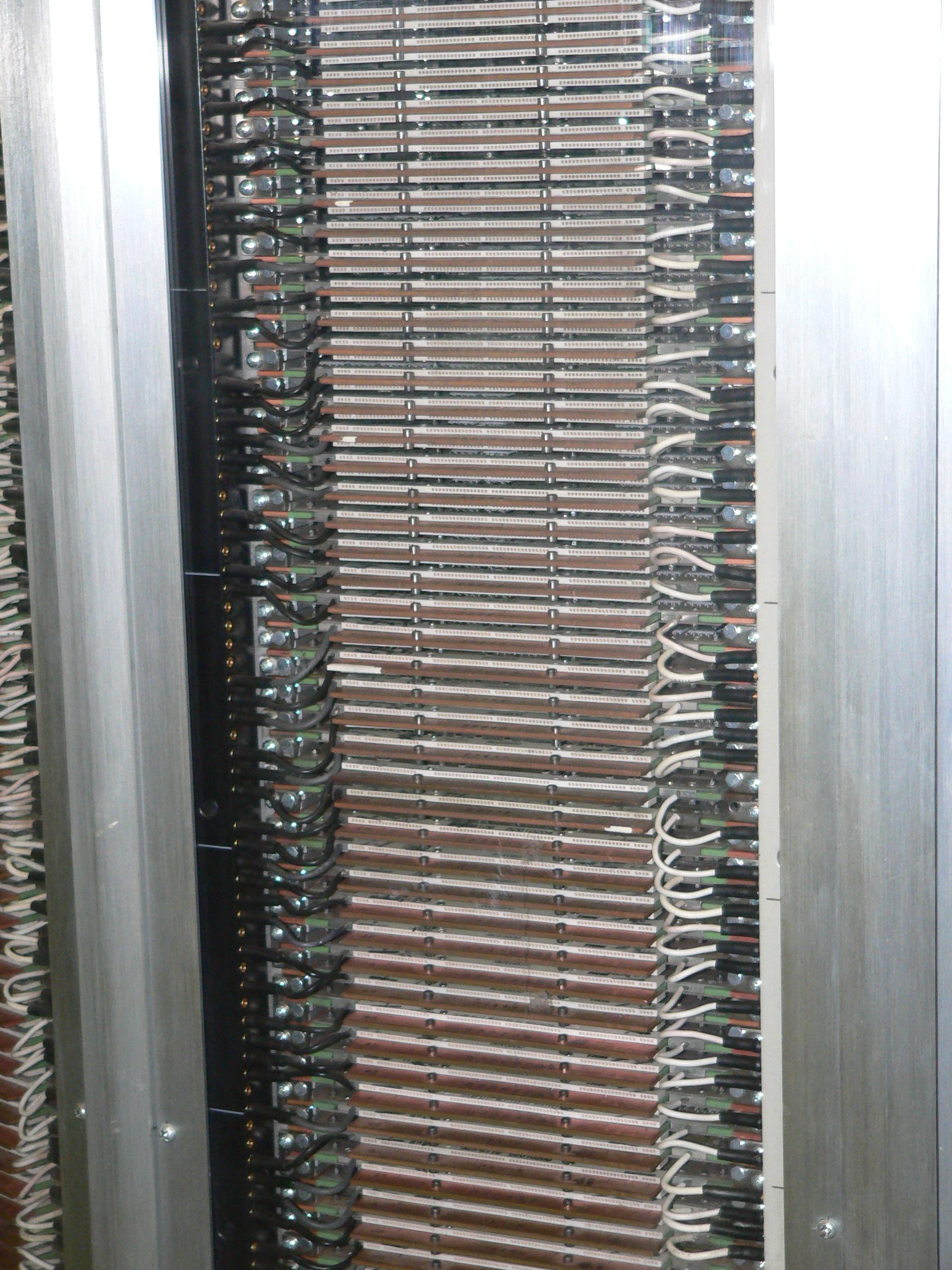
Логические платы
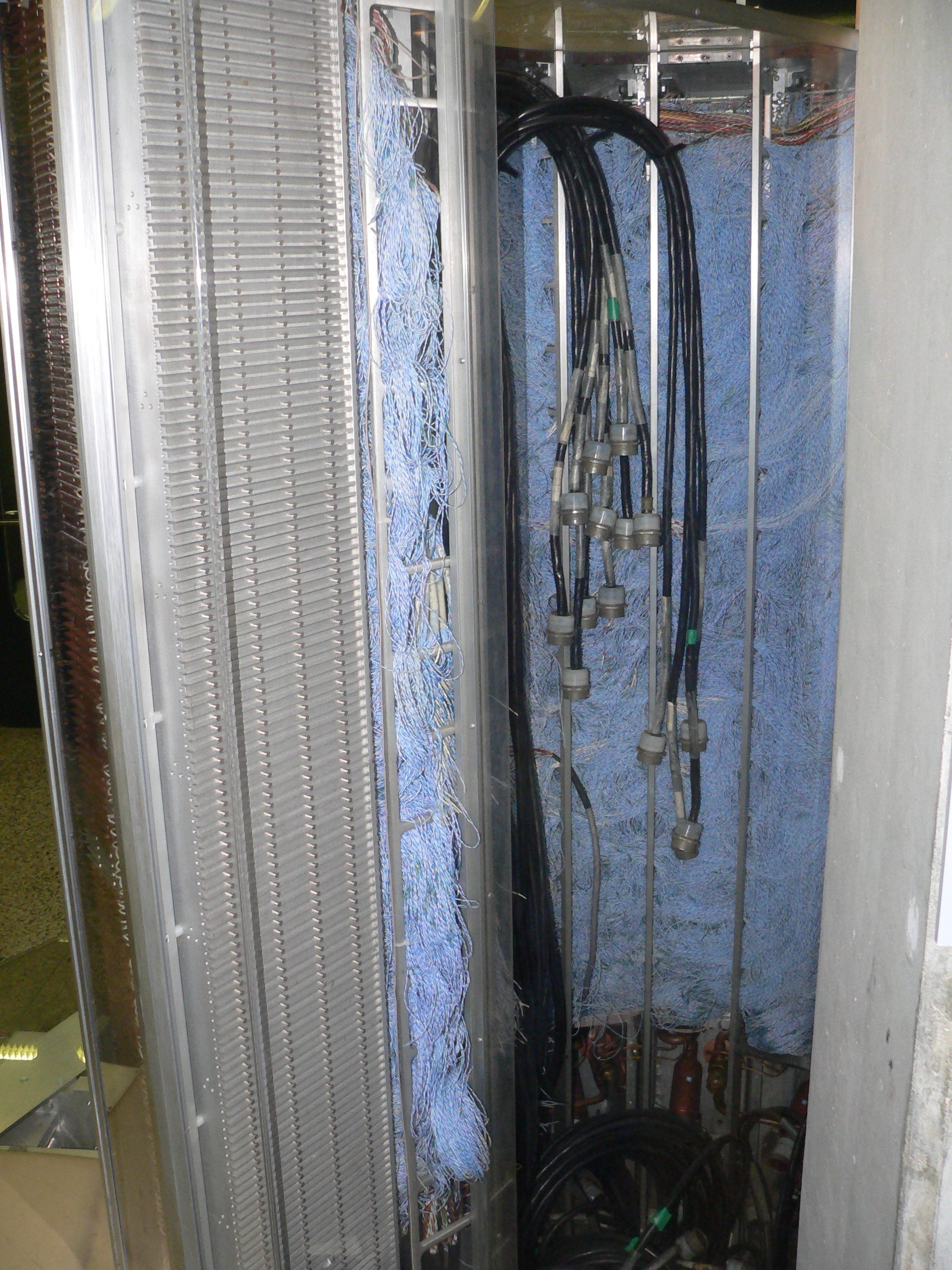
Внутри стойки
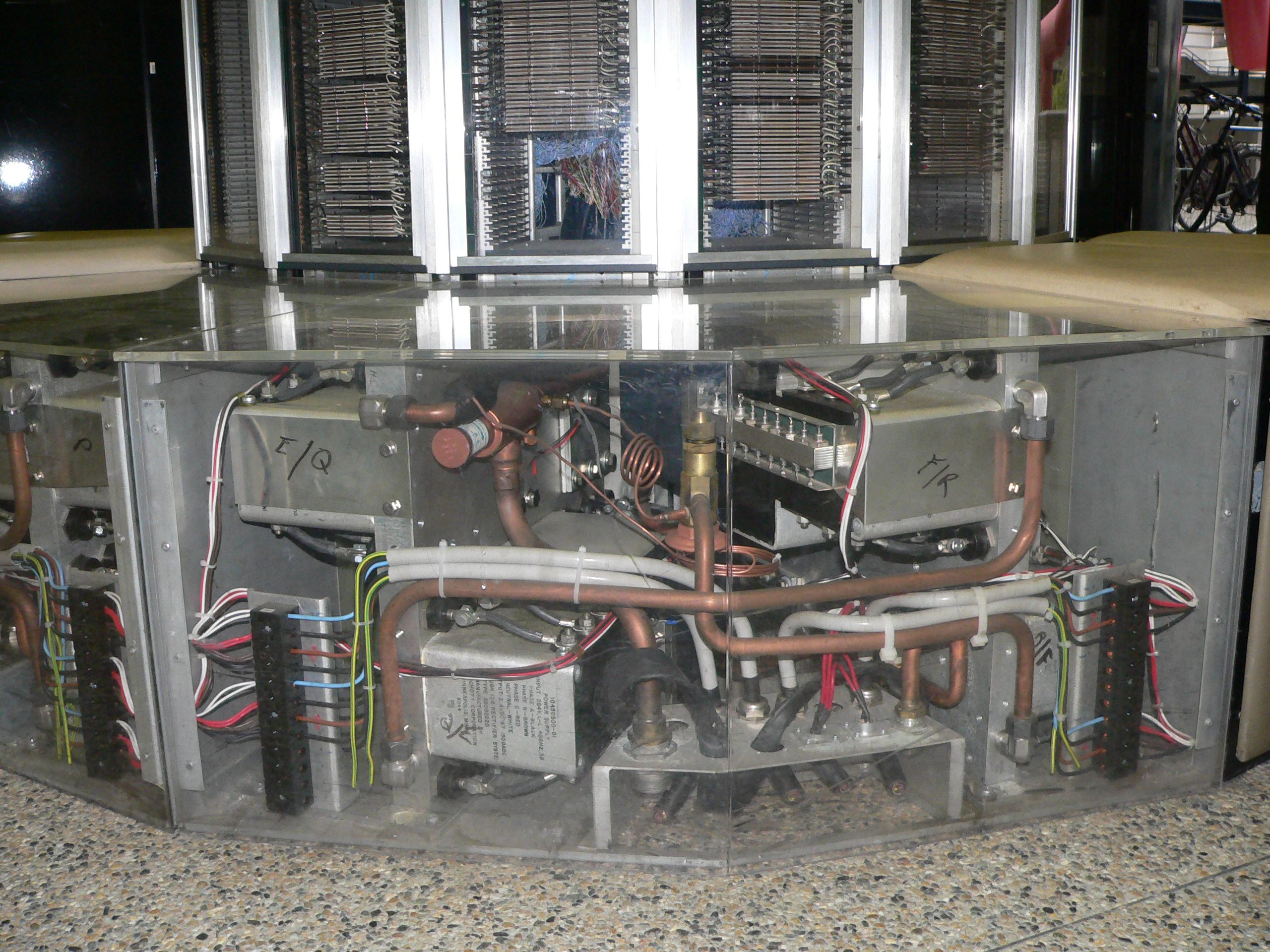
Система охлаждения
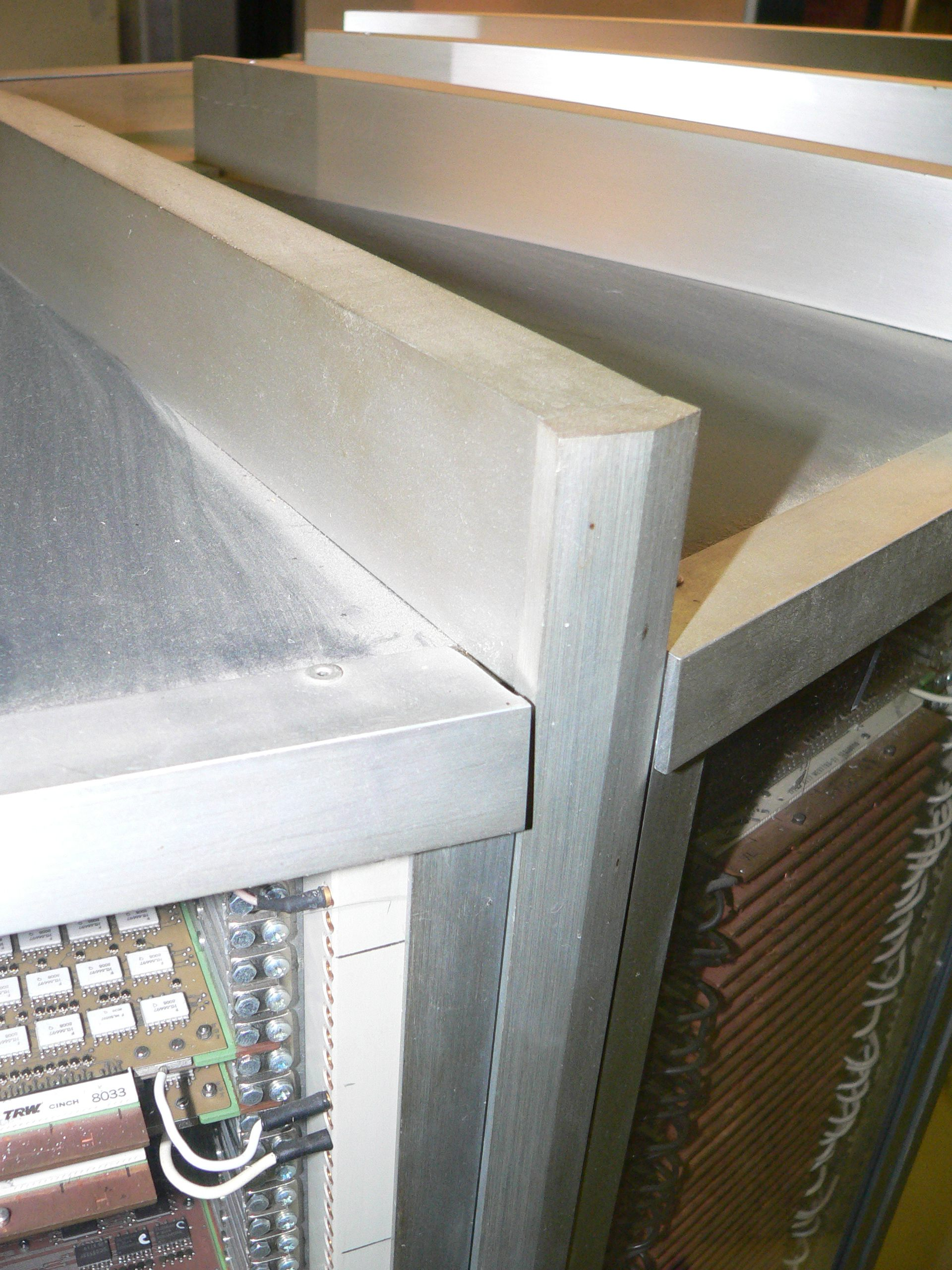
Крышка корпуса
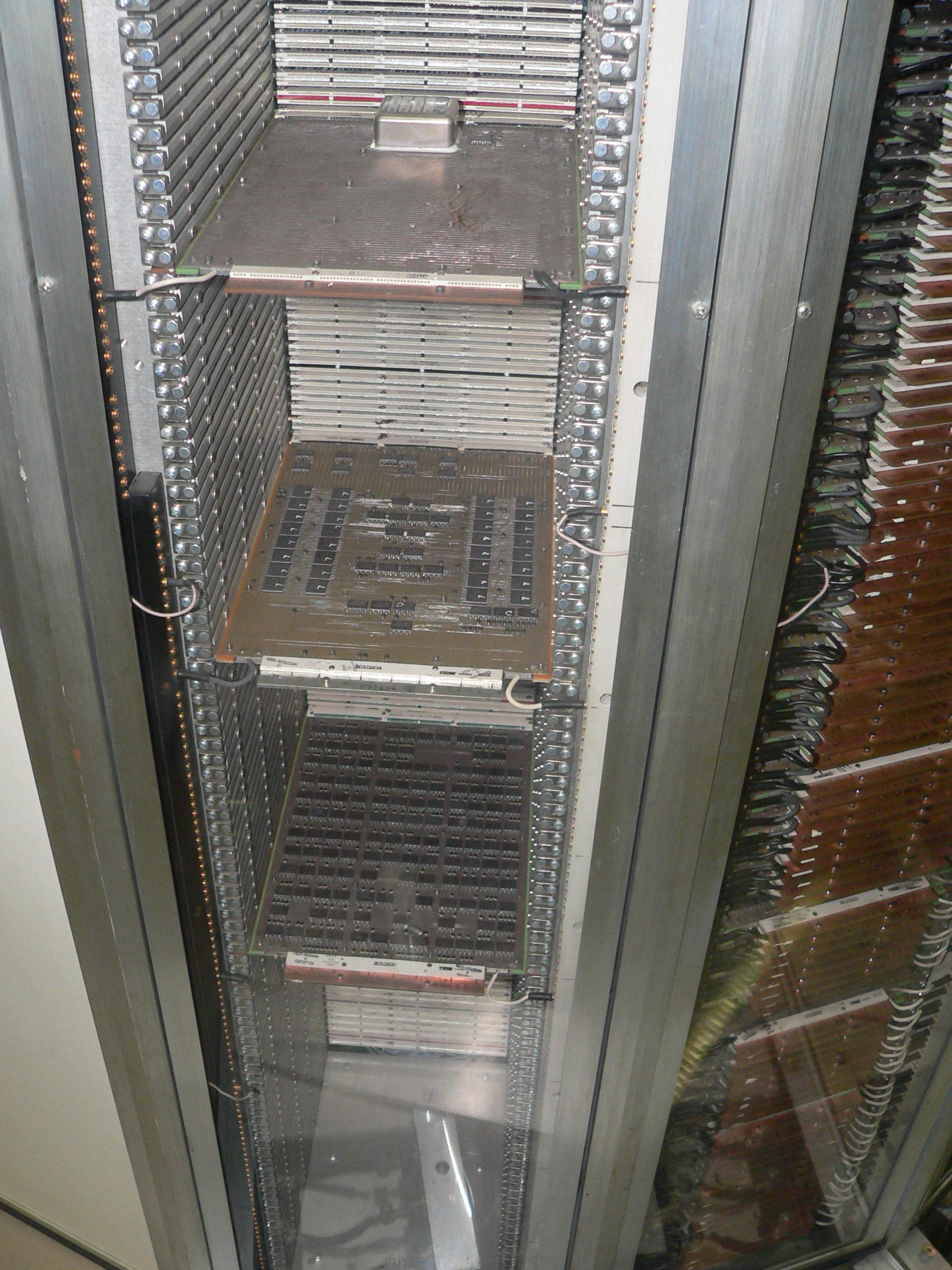
Крупный снимок логических плат
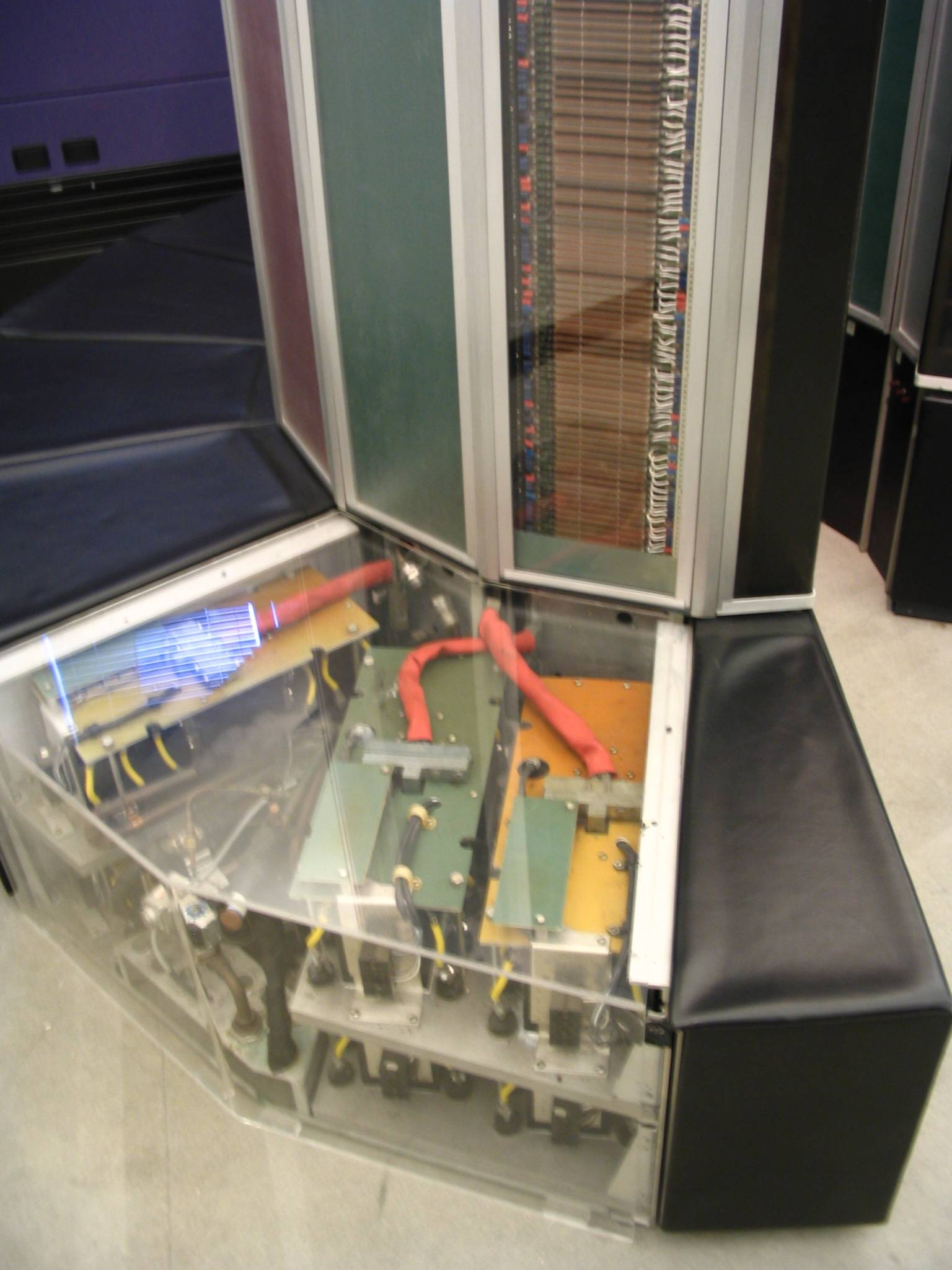
Система питания Cray-1A
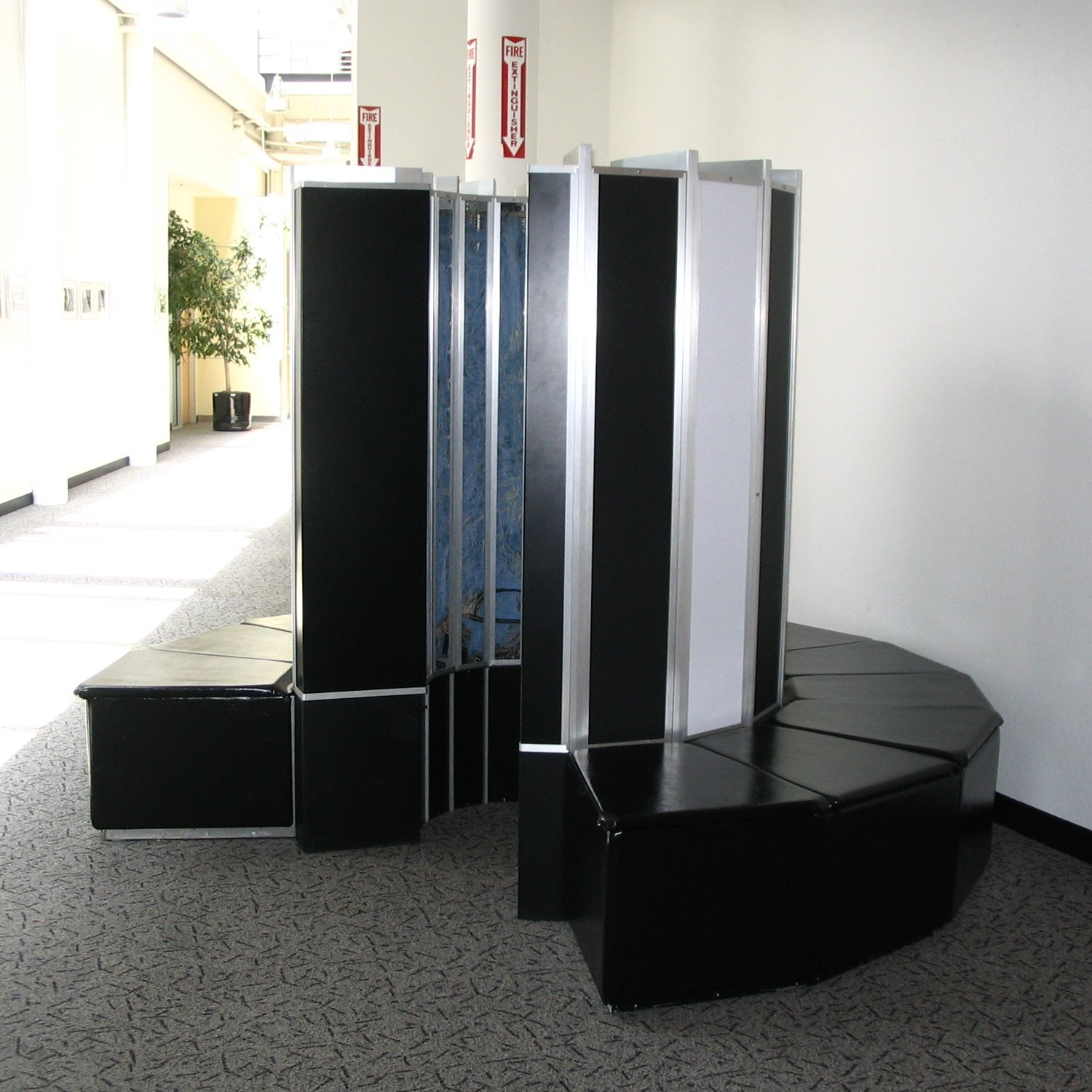
Cray-1 в Музее компьютерной истории
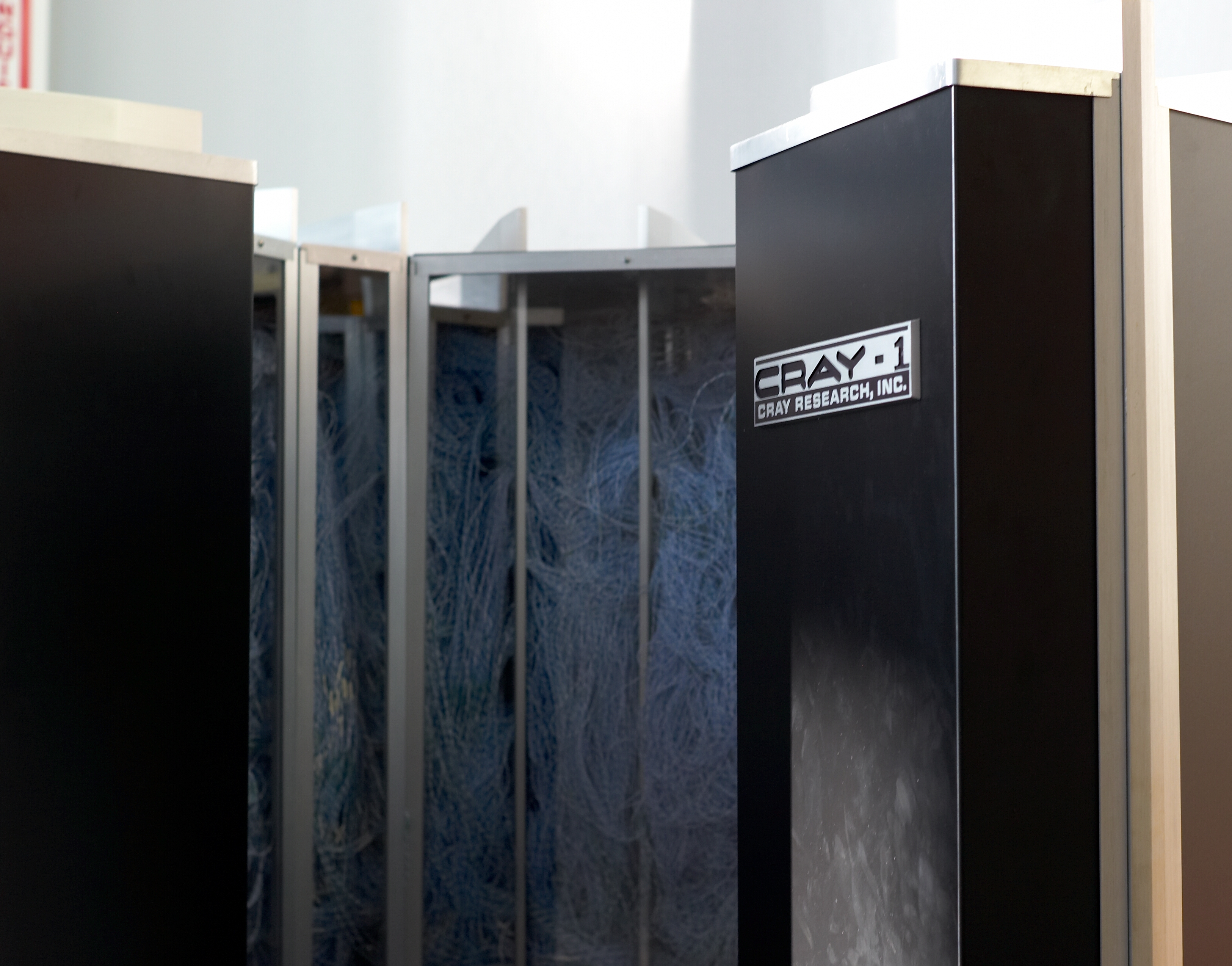
Cray-1 в Музее компьютерной истории
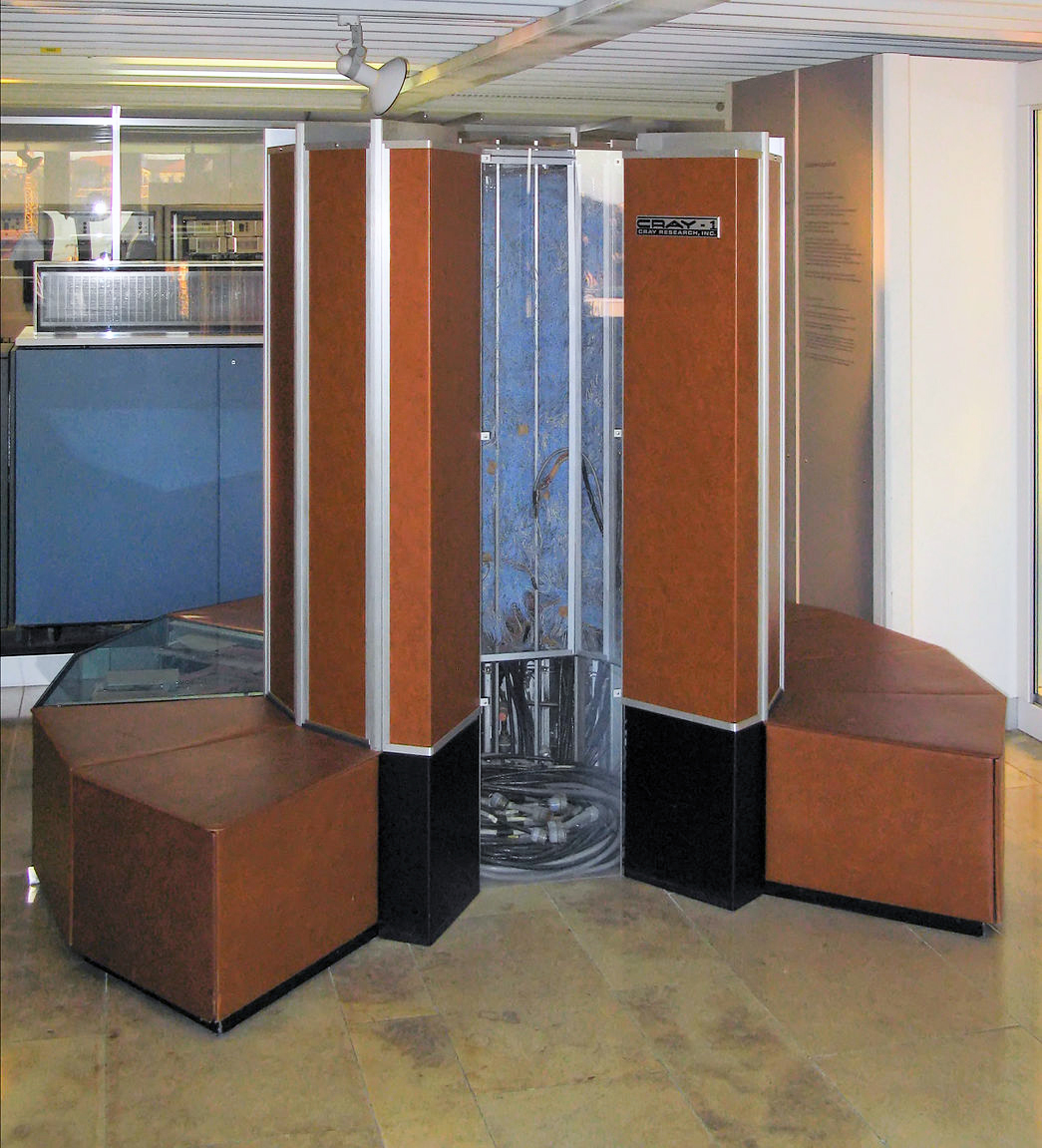
Cray-1 в Немецком музее